# Nigel Atherfold
Nigel William Atherfold (Auckland, 13 de junio de 1963) es un deportista neozelandés que compitió en remo. Ganó dos medallas en el Campeonato Mundial de Remo, oro en 1983 y plata en 1986.

## Palmarés internacional
| Campeonato Mundial | Campeonato Mundial       | Campeonato Mundial | Campeonato Mundial |
| Año                | Lugar                    | Medalla            | Prueba             |
| ------------------ | ------------------------ | ------------------ | ------------------ |
| 1983               | Duisburgo (RFA)          | Medalla de oro     | Ocho con timonel   |
| 1986               | Nottingham (Reino Unido) | Medalla de plata   | Cuatro con timonel |